# Efendi
Efendi – turecki tytuł oznaczający pana, władcę. Pierwotnie odnosił się do sułtana, potem do urzędników wysokiego szczebla jak bej lub pasza, następnie do osób posiadających wyuczony zawód i osób piśmiennych. Zniesiony w 1934 roku. Współcześnie używany po nazwisku tytuł grzecznościowy odpowiadający polskiemu „pan”.

## "Efendi" jako stopień wojskowy

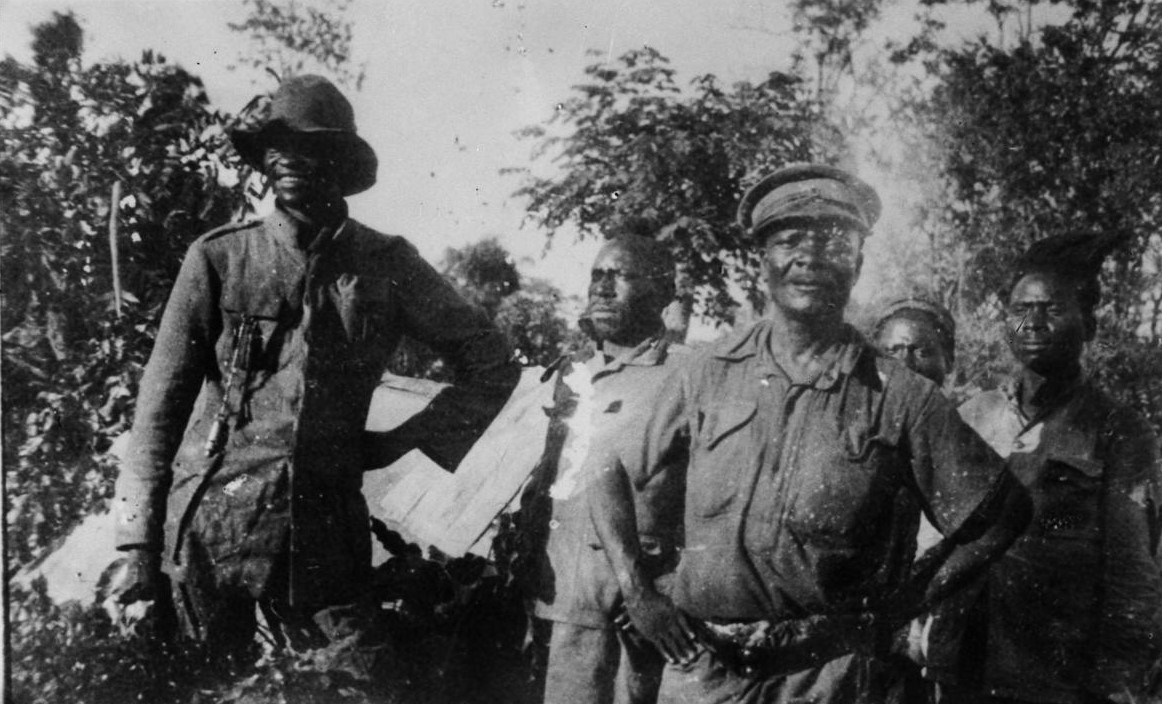
Effendi służący w Schutztruppe, Niemiecka Afryka Wschodnia, 1914-18

Tytuł "effendi" był wykorzystywany jako stopień wojskowy w niemieckich oddziałach kolonialnych Schutztruppe i Polizeitruppe w Niemieckiej Afryce Wschodniej. Stopień ten był używany początkowo przez oficerów z armii sudańskiej i egipskiej, których komisarz Rzeszy na obszar Niemieckiej Afryki Wschodniej Hermann von Wissmann zwerbował do swojego korpusu, jako dowódców oddziałów Askarich. Większość z "effendich" pochodziła z terenów Imperium Osmańskiego, skąd zapożyczono ten tytuł. 